# 星针膜虫
星针膜虫（学名：Stylochlamydium asteriscus）为孔盘虫科针膜虫属的动物。分布于中太平洋、南太平洋以及西沙群岛等。